# Нуклеотид
Заглавието на тази статия може лесно да бъде сбъркано с Нуклид.
Нуклеотидът е органична молекула, състояща се от азотсъдържащо хетероциклично производно (обикновено на пурина или пиримидина), означавани често като „азотна база“, монозахариден остатък (обикновено на пентозите дезоксирибоза в ДНК или рибоза в РНК), и фосфатна или полифосфатна група.
Нуклеотидът е мономер или структурна единица на полинуклеотидните вериги на нуклеиновите киселини, както при РНК и ДНК. Някои нуклеотиди играят важна роля в преноса и трансформацията на клетъчна енергия, както и в ензимната регулация.
Азотната база може да бъде пуриново или пиримидиново производно. Основните пуринови производни, срещащи се в структурата както на ДНК, така и на РНК, са аденозин и гуанозин. Пиримидиновите бази са цитозин, тимин и урацил; цитозинът и тиминът се срещат в ДНК, а цитозинът и урацилът в РНК. Съществуват множество модификации на основните бази, като те са много по-разпространени в РНК, където играят роля в множество аспекти от „живота“ и функционирането на РНК.
В ДНК аденин се сдвоява с тимин с две водородни връзки, а гуанин с цитозин с три водородни връзки, докато при РНК тимин е заменен от урацил.
Азотната база се свързва посредством N1-атома (за пиримидините) и N9-атома (за пурините) от хетероцикличния пръстен с C1-атома на пентоза, посредством N-гликозидна връзка. Така се формира нуклеозид.
Хидроксилната група при C5-атома на рибозата бива фосфорилирана, което превръща нуклеозида в нуклеотид (нуклеотид монофосфат).

## Номенклатура
Имената на нуклеотидите се съкращават стандартно в четирибуквени кодове. Първата буква е малка и показва, дали нуклеотидът е рибонуклеотид (р), или дезоксирибонуклеотид (д). Втората буква показва нуклеобазата:
- Г: Гуанин
- А: Аденин
- Т: Тимин
- Ц: Цитозин
- У: Урацил, който не присъства в ДНК, но в РНК е химичен аналог на тимин.

Третата и четвъртата буква индикират дължината на прикачената фосфатна връзка (моно-, ди-, три-) и присъствието на фосфат (Ф).
Например, дезокси-цитозин-трифосфат се съкращава като дЦТФ.

## Химическа структура

### Нуклеотиди
| Аденозин монофосфат АМФ | Аденозин дифосфат АДФ | Аденозинтрифосфат АТФ  |
| Гуанозин монофосфат ГМФ | Гуанозин дифосфат ГДФ | Гуанозин трифосфат ГТФ |
| Тимидин монофосфат ТМФ  | Тимидин дифосфат ТДФ  | Тимидин трифосфат ТТФ  |
| Уридин монофосфат УМФ   | Уридин дифосфат УДФ   | Уридин трифосфат УТФ   |
| Цитидин монофосфат ЦМФ  | Цитидин дифосфат ЦДФ  | Цитидин трифосфат ЦТФ  |

### Дезоксинуклеотиди
| Дезоксиаденозин монофосфат дАМФ | Дезоксиаденозин дифосфат дАДФ | Дезоксиаденозин трифосфат дАТФ |
| Дезоксигуанозин монофосфат дГМФ | Дезоксигуанозин дифосфат дГДФ | Дезоксигуанозин трифосфат дГТФ |
| Дезокситимидин монофосфат дТМФ  | Дезокситимидин дифосфат дТДФ  | Дезокситимидин трифосфат дТТФ  |
| Дезоксиуридин монофосфат дУМФ   | Дезоксиуридин дифосфат дУДФ   | Дезоксиуридин трифосфат дУТФ   |
| Дезоксицитидин монофосфат дЦМФ  | Дезоксицитидин дифосфат дЦДФ  | Дезоксицитидин трифосфат дЦТФ  |